# Veškajmskij rajon
Il Veškajmskij rajon (in russo Вешкаймский район?) è un rajon dell'Oblast' di Ul'janovsk, nella Russia europea; il suo capoluogo è Veškajma.